# Mario e il mago (film)
Mario e il mago (Mario und der Zauberer) è un film del 1994, diretto da Klaus Maria Brandauer e tratto dall'omonimo racconto di Thomas Mann.